# Saint-Laurent-en-Royans
Saint-Laurent-en-Royans is een gemeente in het Franse departement Drôme (regio Auvergne-Rhône-Alpes). De plaats maakt deel uit van het arrondissement Valence. Saint-Laurent-en-Royans telde op 1 januari 2022 1.383 inwoners.

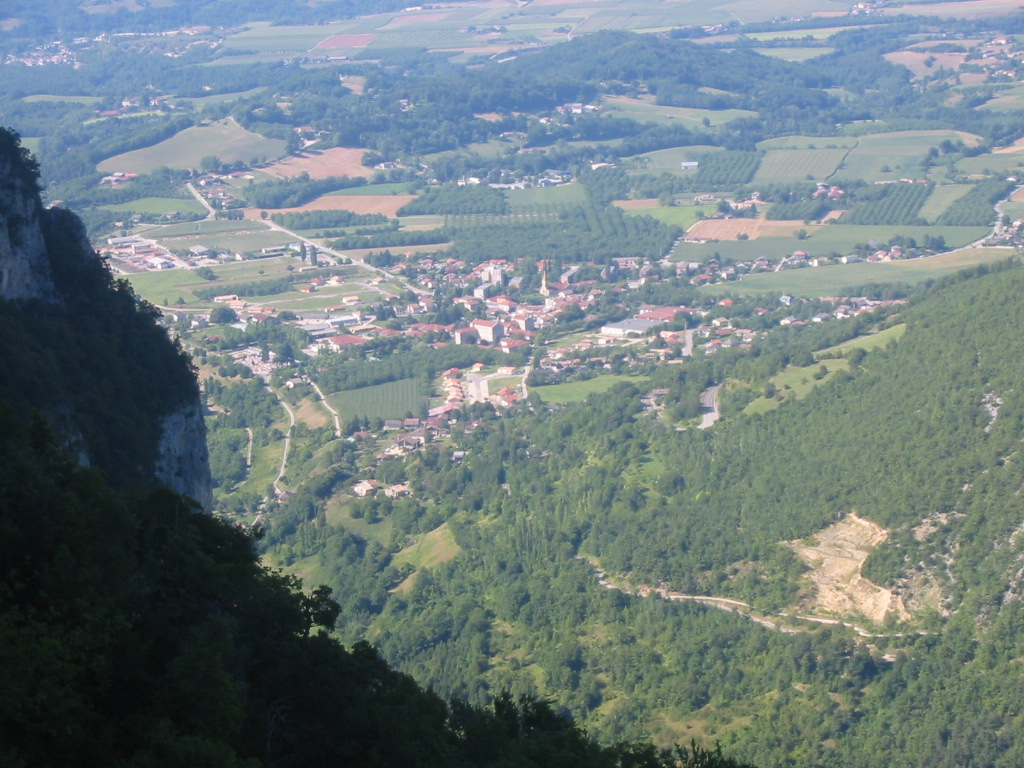
Saint-Laurent-en-Royans
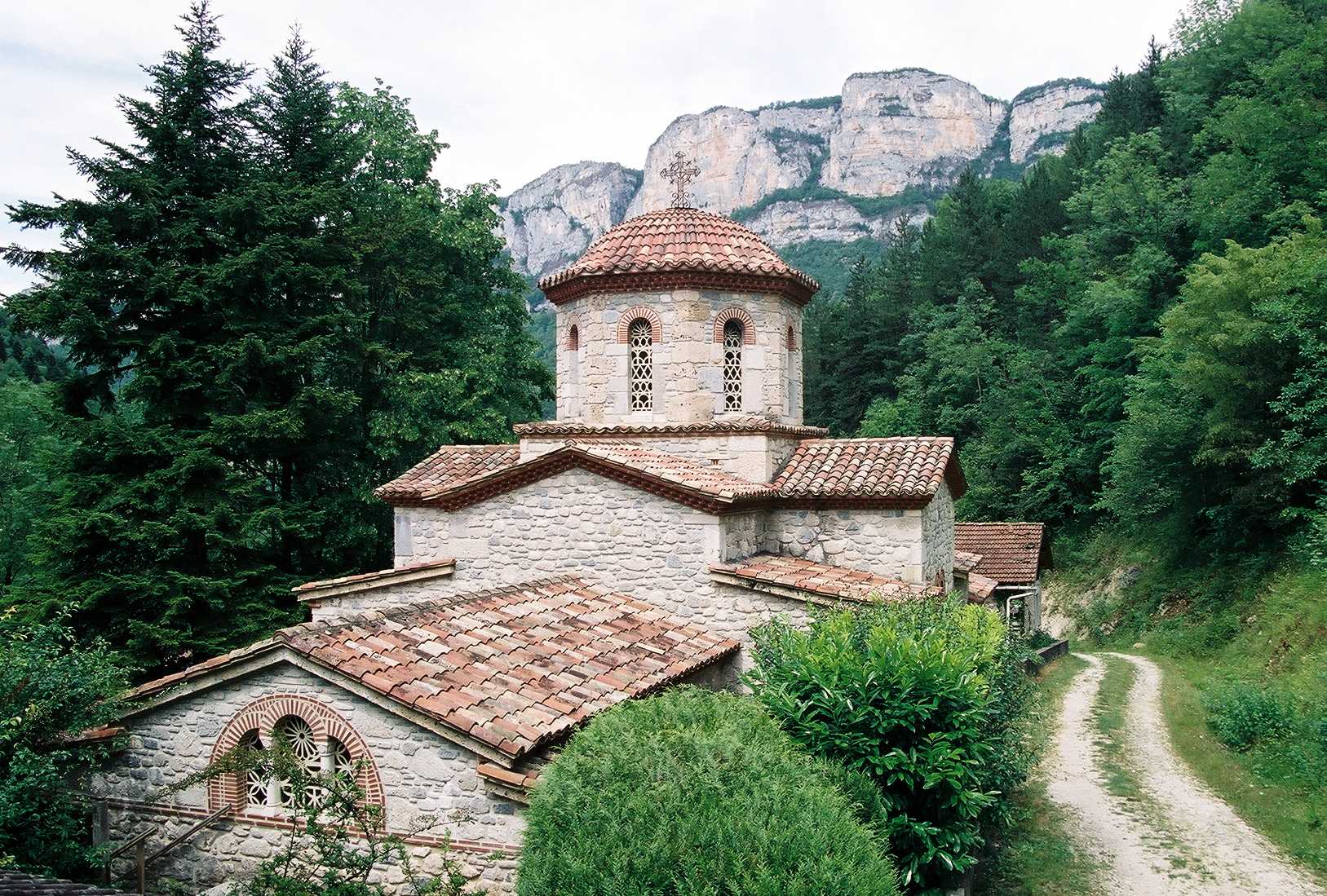
Orthodox klooster Saint-Antoine le Grand
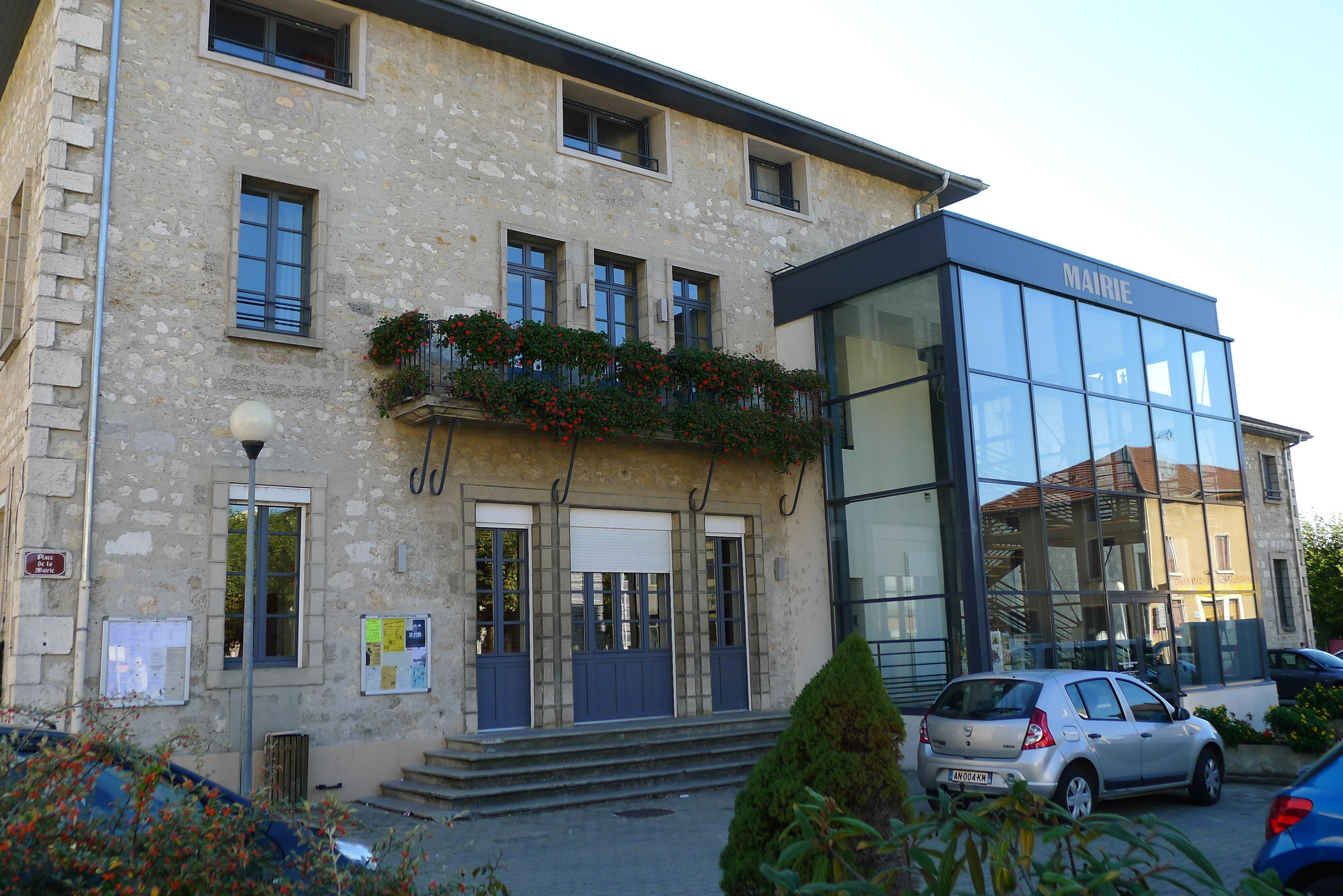
Gemeentehuis

## Geografie
De oppervlakte van Saint-Laurent-en-Royans bedraagt 27,39 vierkante kilometer; de bevolkingsdichtheid is 52 inwoners per km² (per 1 januari 2019).

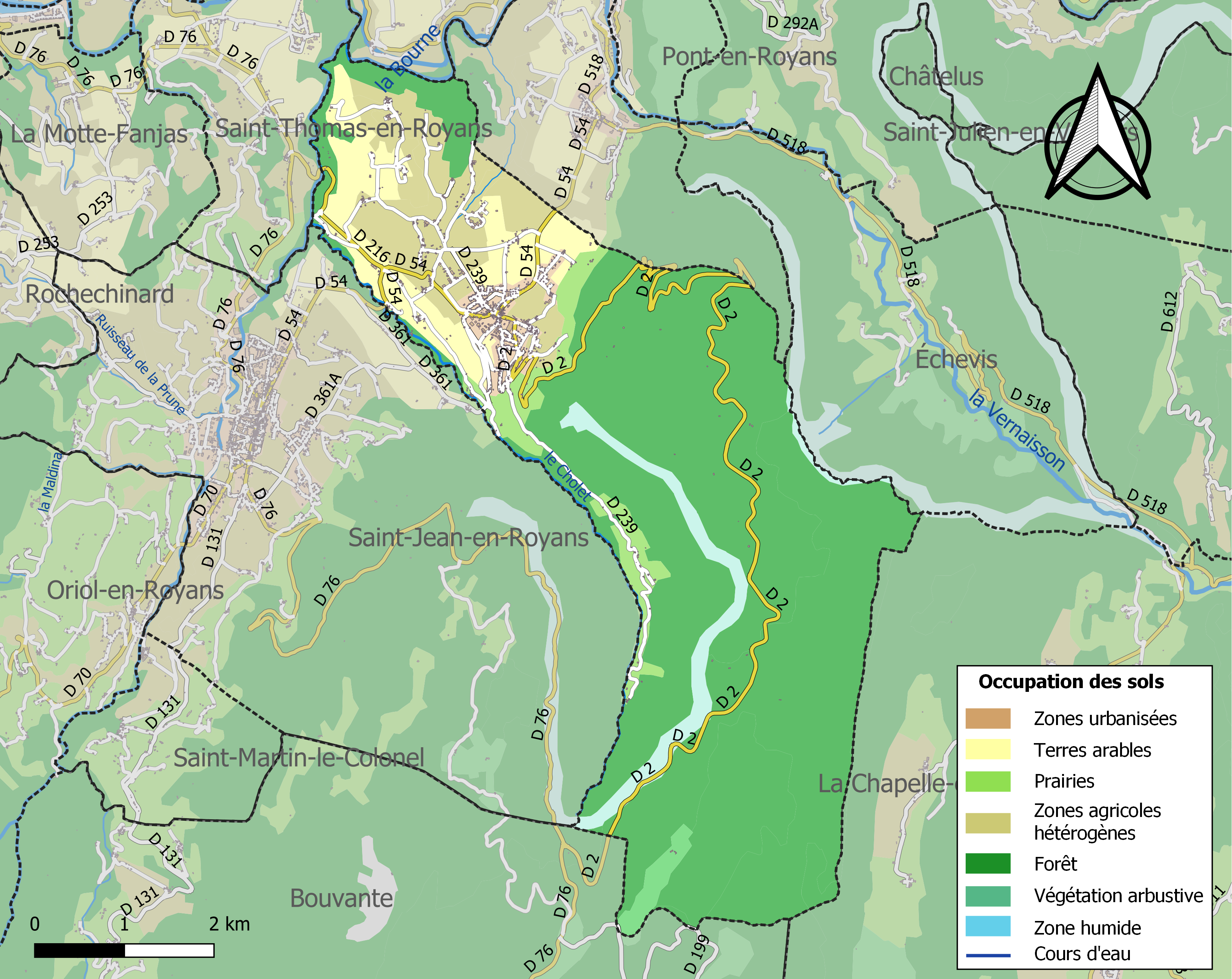
Kaart van de gemeente met belangrijkste infrastructuur, bodemgebruik en omliggende gemeenten

## Demografie
Onderstaande figuur toont het verloop van het inwonertal (bron: INSEE-tellingen).